# 28th Street station (IRT Sixth Avenue Line)
28th Street fue una estación en la demolida línea IRT Sixth Avenue en Manhattan, Ciudad de Nueva York . Tenía dos vías y dos andenes laterales. Fue servida por trenes de la línea IRT Sixth Avenue y se inauguró en 1892. De 1910 a 1937 también tuvo conexión con la calle 28 (estación H&M) . Cerró el 4 de diciembre de 1938. La siguiente parada en dirección sur fue 23rd Street y la siguiente parada en dirección norte fue 33rd Street.